# Foire internationale et gastronomique de Dijon
La Foire internationale et gastronomique de Dijon est un événement économique annuel qui se déroule à Dijon, en novembre. Depuis 2023, la Foire est organisée par la Société Publique Locale (S.P.L.) Dijon Bourgogne Events qui a succédé à Dijon Congrexpo en qualité de gestionnaire du Parc des Expositions et Congrès de Dijon (à compter du 15 avril 2023).
L’édition 2024 a attiré près de 170 000 visiteurs.

## Description
Rassemblement gastronomique et culturel important du paysage économique dijonnais, la foire de Dijon est considérée comme le 1er événement économique et populaire de Bourgogne, et la 4e foire internationale de France.

## Historique
La première édition de la foire internationale et gastronomique de Dijon remonte à 1921. Gaston Gérard, alors maire de Dijon, entreprend de construire l'image de marque de Dijon autour du tourisme et de la Gastronomie. Entreprenant une grande tournée internationale au cours de laquelle il donne plus de six cents conférences dans trente-deux pays, fréquentant les Clubs de tourisme et de gastronomie, il se fait un nom dans les milieux alimentaires et gastronomiques nationaux.
Profitant de cette notoriété, il fonde la Foire gastronomique de Dijon pour "faire revivre les vieilles traditions culinaires et gastronomiques de la Province de Bourgogne illustrée par ses vins fameux et la cuisine non moins célèbre de ses Ducs". Très vite, la foire attire un public nombreux (600 000 visiteurs en 1925) attirant la presse gastronomique du pays et mettant en avant l'industrie alimentaire locale : biscuiteries Pernot, Lagoutte, Philbée, Lanvin, etc.
La foire a tout d'abord lieu dans le centre historique : dans les salons de la mairie, sur la place de la Libération et jusqu'à l'église Saint-Michel. Devant le succès de la manifestation, et pour continuer à bâtir la réputation gastronomique de la région, le maire encourage les restaurants à servir une cuisine régionale pendant la foire. Celle-ci est délocalisée sur la place Wilson et aux allées du Parc, où des constructions en bois provisoires accueillent la foire. La guerre met fin provisoirement à sa tenue annuelle.
Après la guerre, la municipalité ne souhaite pas reprendre l'organisation de la manifestation. Les commerçants et un groupe d'industriels se sont alors constitués en association pour relancer la manifestation. La première édition d'après guerre a lieu en 1949, grâce à un accord de l'Association de la Foire de Dijon avec les organisateurs de la Foire Saint-Martin, foire agricole qui présentais à Dijon chaque année bovins, ovins et chevaux, pour que les deux foires aient lieu en même temps. En 1955 est lancée la construction du Parc des expositions avec le soutien de la Ville et de la Chambre de Commerce et en 1959, la foire devient la Foire française de l'alimentation, en accord avec la Fédération des Industries Alimentaires, délaissant son aspect régional. Présentant chaque année la gastronomie française à ses visiteurs, le gouvernement en fait la Foire nationale de l'alimentation, puis Foire internationale de l'alimentation, des vins et de la gastronomie. En 1969, un Salon international de l'alimentation est organisé. Mais ce format, réservé aux professionnels, éloigne le public qui appréciait la foire. Souhaitant garder la dimension internationale de l'événement, la foire revient en 1975 sous le nom de Foire internationale gastronomique.
L'édition 2020 a été annulée en raison de la pandémie de Covid-19. Cette annulation est une première depuis la seconde guerre mondiale.   
Jusqu'en 2019, un pays était invité en qualité d'hôte d’honneur et mettait en avant ses spécialités culinaires, ses attraits touristiques, son folklore, son artisanat et ses ressources économiques. À partir de l'édition 2021, ce « pays invité » est supprimé.

### Pays invités (2000 à 2019)
| 2000 | Corée du Sud                      |
| 2001 | Québec                            |
| 2002 | Russie                            |
| 2003 | Maroc                             |
| 2004 | Mexique - Province de Guadalajara |
| 2005 | Chine - Province du Yunnan        |
| 2006 | Espagne - Province d'Alicante     |
| 2007 | Liban                             |
| 2008 | Thaïlande                         |
| 2009 | Grèce                             |
| 2010 | Hongrie                           |
| 2011 | Maurice                           |
| 2012 | Argentine                         |
| 2013 | Afrique du Sud                    |
| 2014 | Portugal                          |
| 2015 | Chili                             |
| 2016 | Allemagne - Rhénanie-Palatinat    |
| 2017 | Viêt Nam                          |
| 2018 | Italie                            |
| 2019 | Inde                              |

### Slogans
- 2000 - 2019 : "De bons moments à savourer ensemble !"
- Depuis 2023 : "Il y en a pour tous les goûts !"

## Aperçu de la foire (édition 2015)

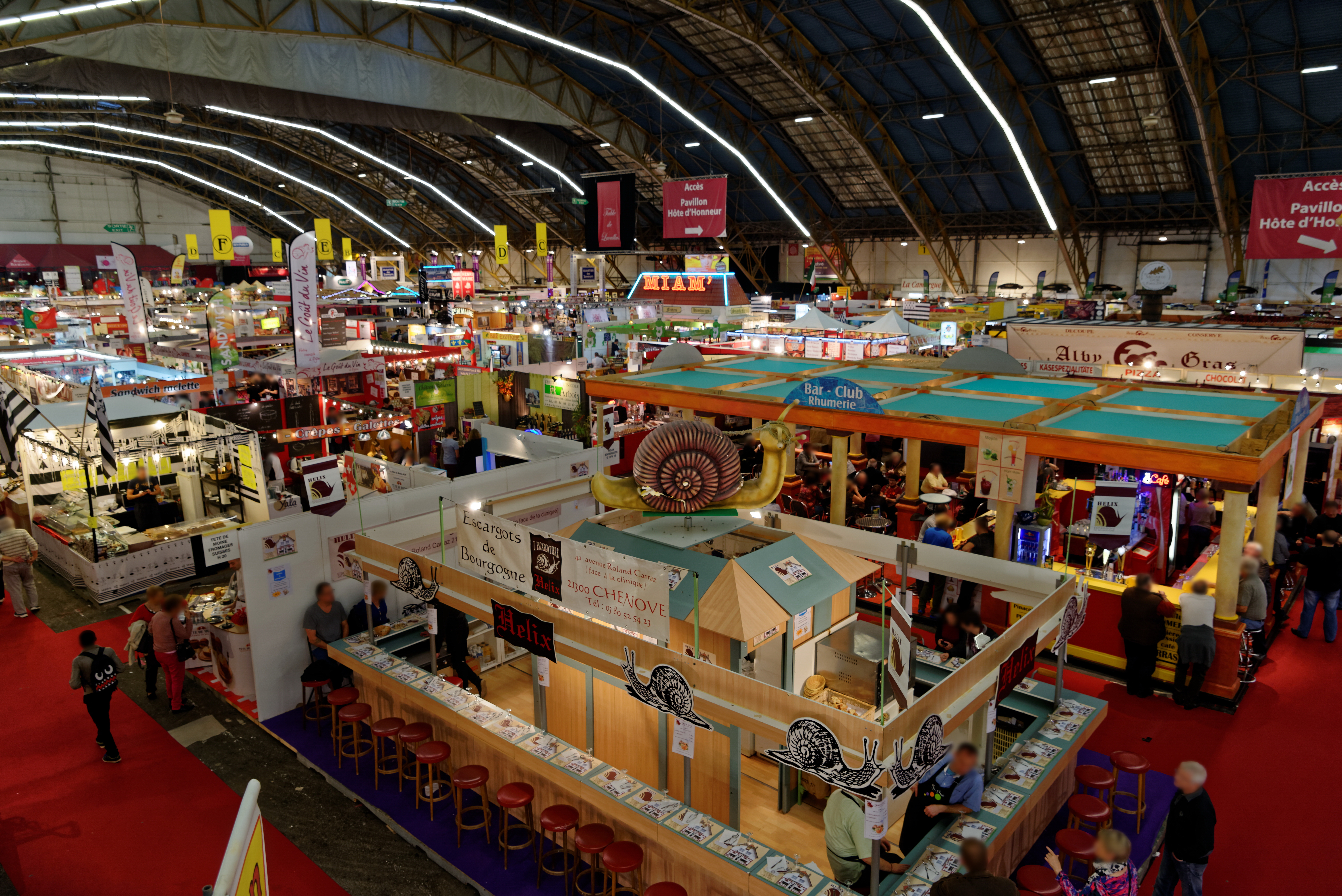
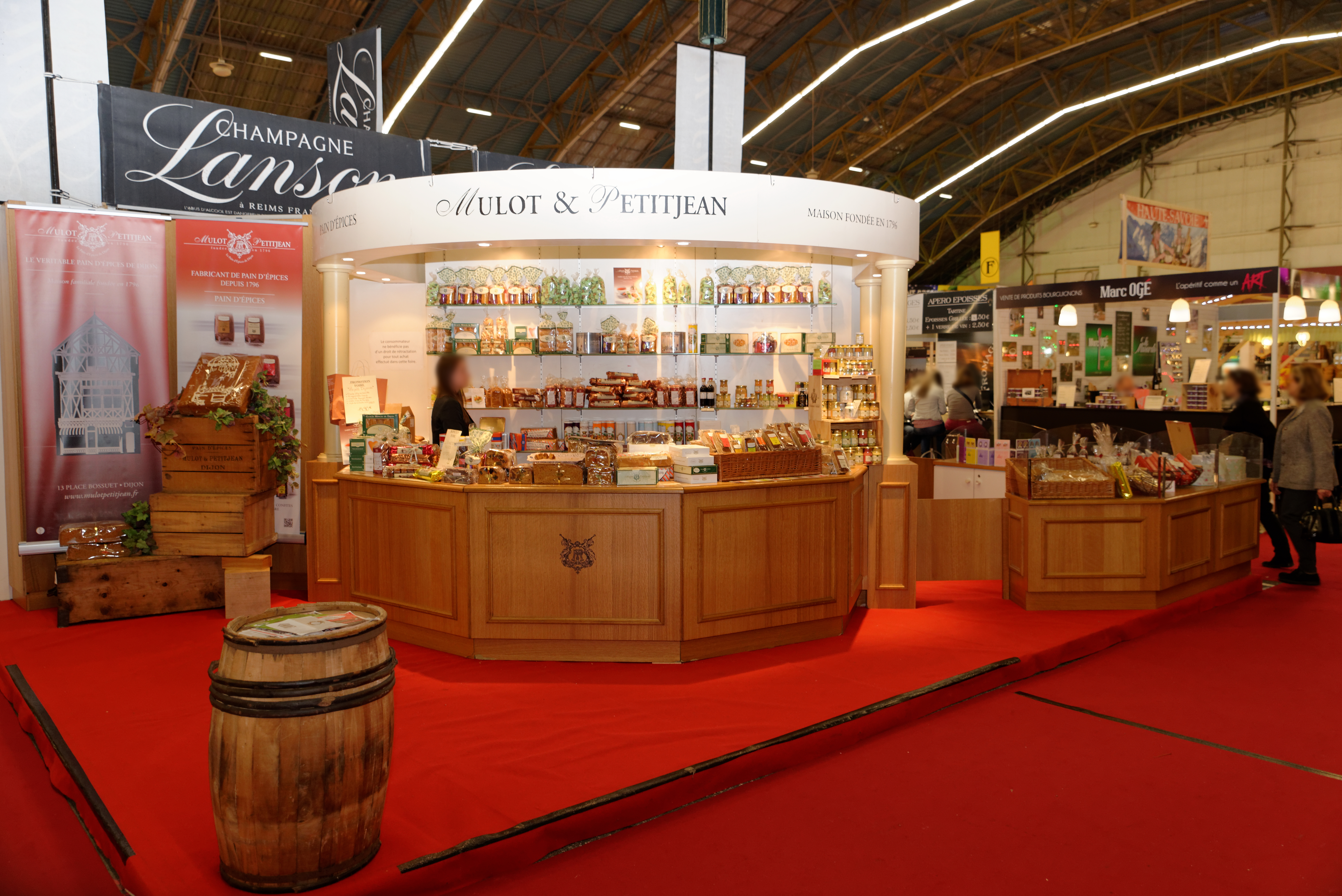
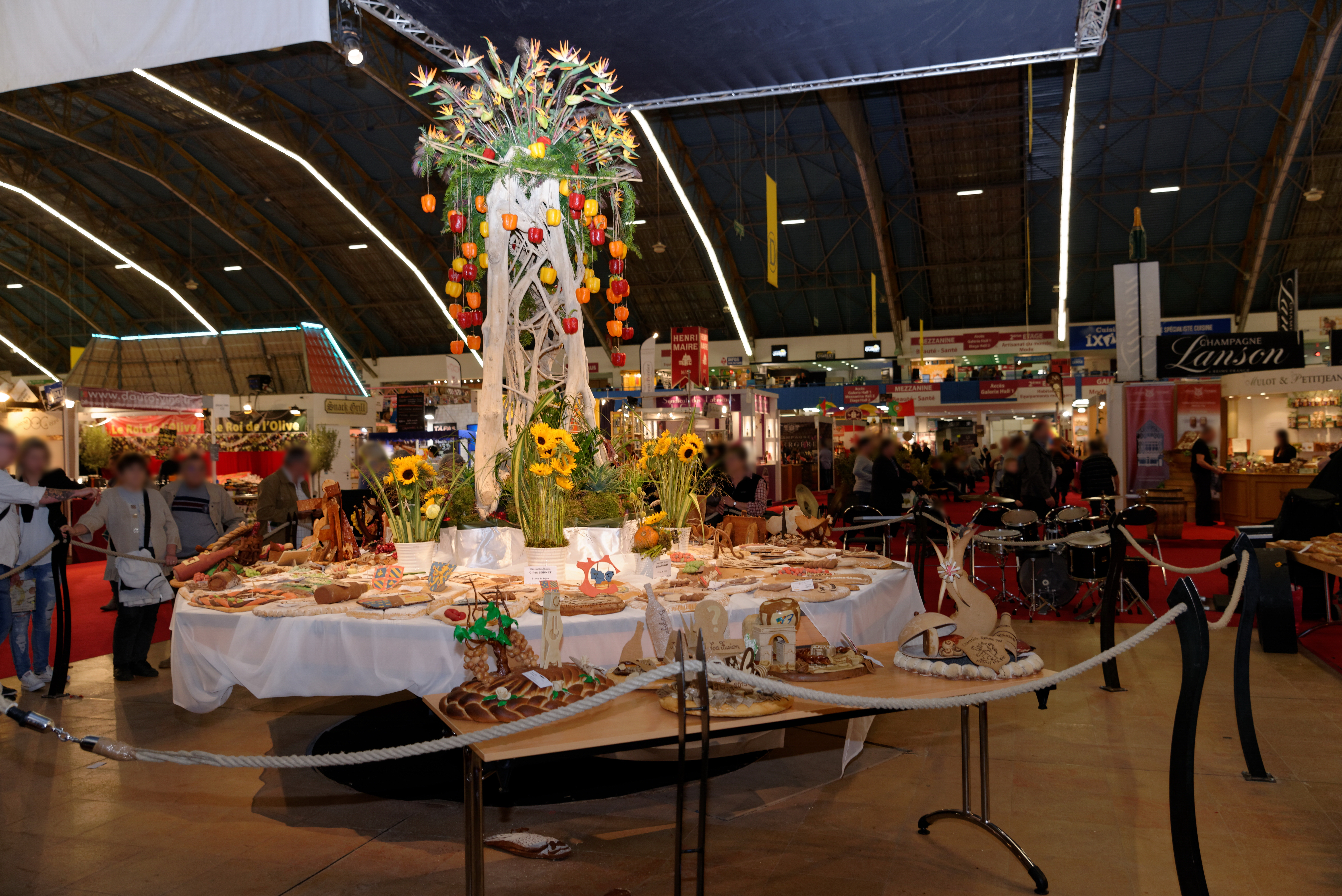
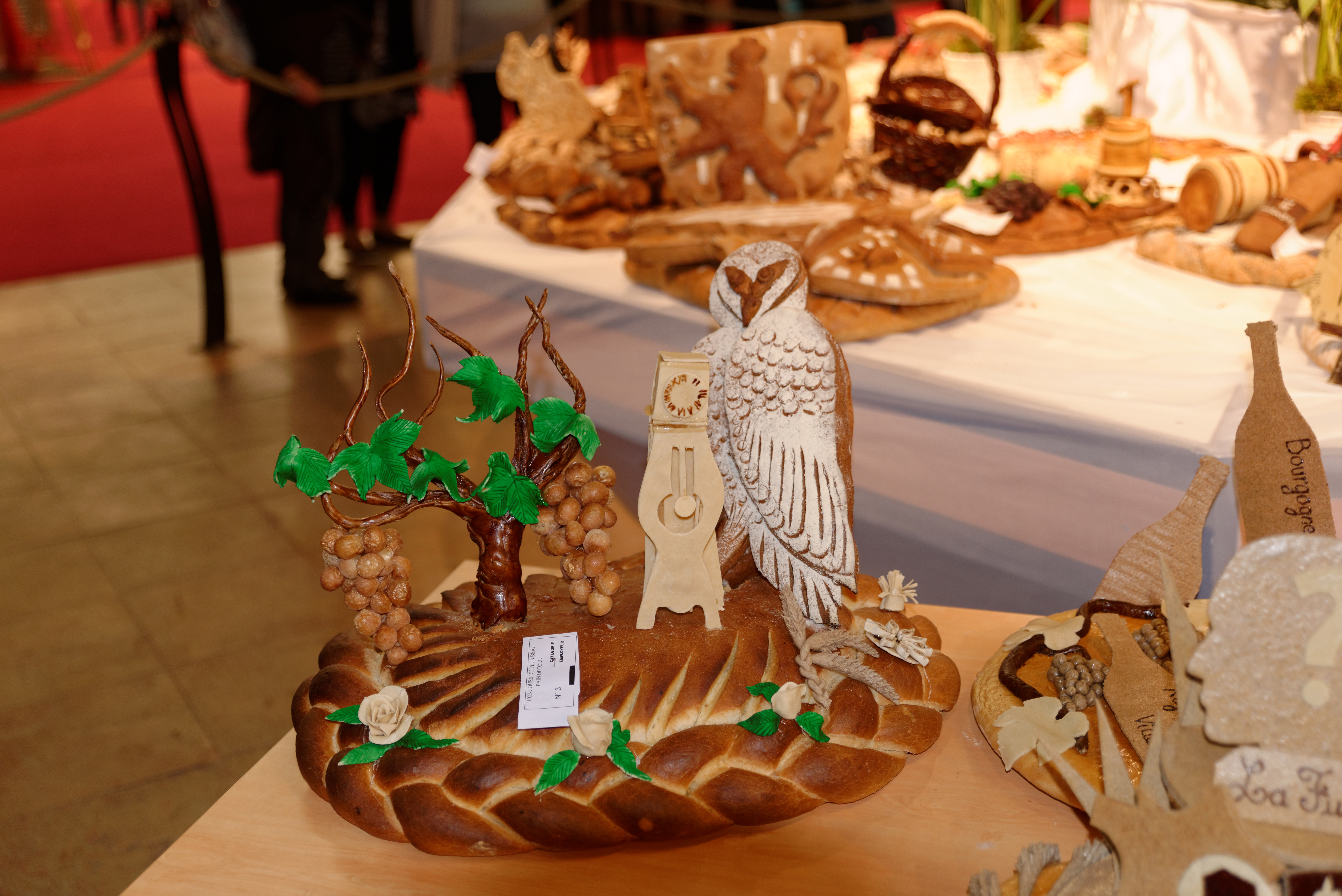
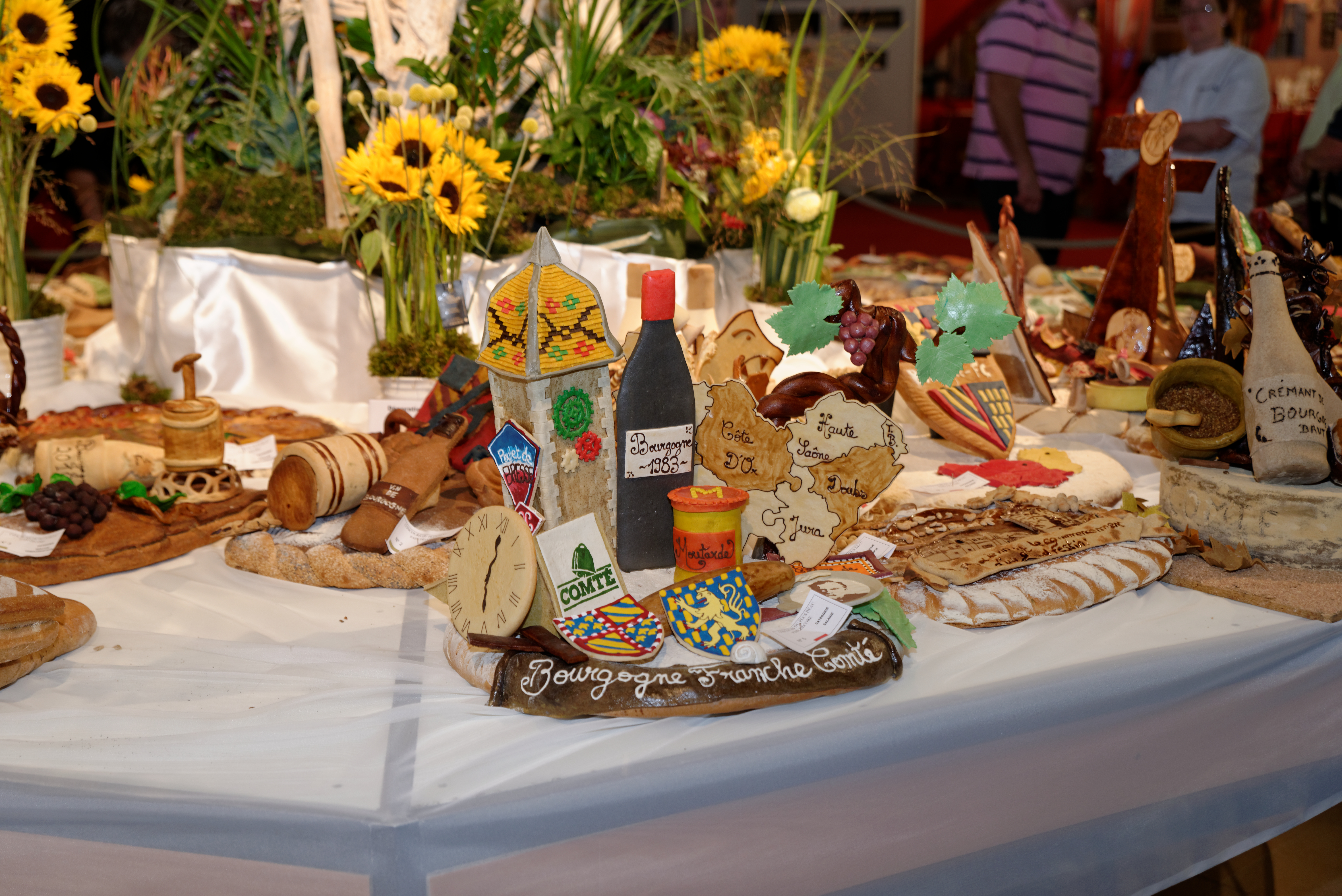